# Лебединский уезд
Лебединский уезд — историческая административно-территориальная единица Харьковской губернии Российской империи.
Центр уезда — город Лебедин.

## История
Образован в составе Харьковского наместничества в 1780 году по указу императрицы Екатерины II.
12 декабря 1796 года по закону императора Павла I вошел в Слободско-Украинскую губернию.
В 1923 году ликвидирован и преобразован в Лебединский район.

## Площадь
Площадь уезда 2723,1 верст².

## Население
По переписи 1897 года население уезда составляло 234 182 человек, в том числе в городе Лебедин — 14 301 жит., в заштатном городе Недригайлов — 5873 жителей..

### Национальный состав
Национальный состав по переписи 1897 года:
- украинцы — 169 691 чел. (95,3 %),
- русские — 7789 чел. (4,4 %),

| Год  | Численность | Численность |
| ---- | ----------- | ----------- |
| 1860 | 115 781     | [ 5 ]       |
| 1897 | 178 144     | [ 6 ]       |
| 1917 | 236 000     | [ 7 ]       |

## Символика
Герб имеет следующее описание: «Лебедь в золотом поле, означающий собою имя сего города».

## Административное деление
В 1913 году в уезде было 27 волостей: 
| - Алешанская — сл. Алешня, - Аннинская — сл. Аннина, - Бобровская — с. Боброво, - Боровеньская — с. Боровенька, - Буймерская — с. Буймер, - Бежевская — сл. Бежевка, - Василевская — сл. Василевка, - Велико-Исторопская — с. Великий-Истроп, - Верхосульская — с. Верхосулька, | - Ворожбинская — сл. Ворожба, - Должичанская — сл. Должик, - Лебединская — г. Лебедин, - Марковская — сл. Марковка, - Мартыновская — с. Мартыновка, - Межеричская — сл. Межеричь, - Михайловская — с. Михайловка, - Недригайловская — г. Недригайлов, - Ольшанская — сл. Ольшана, | - Павленковская — сл. Павленкова, - Рябушкинская — сл. Рябушка, - Терновская — сл. Терны, - Толстянская — с. Толстое, - Тучнянская — с. Тучное, - Червленовская — сл. Червленое, - Чупаховская — с. Чупаховка, - Штеповская — с. Штеповка, - Ясеновская — с. Ясеновое. |